# Vzájemně zaručené zničení

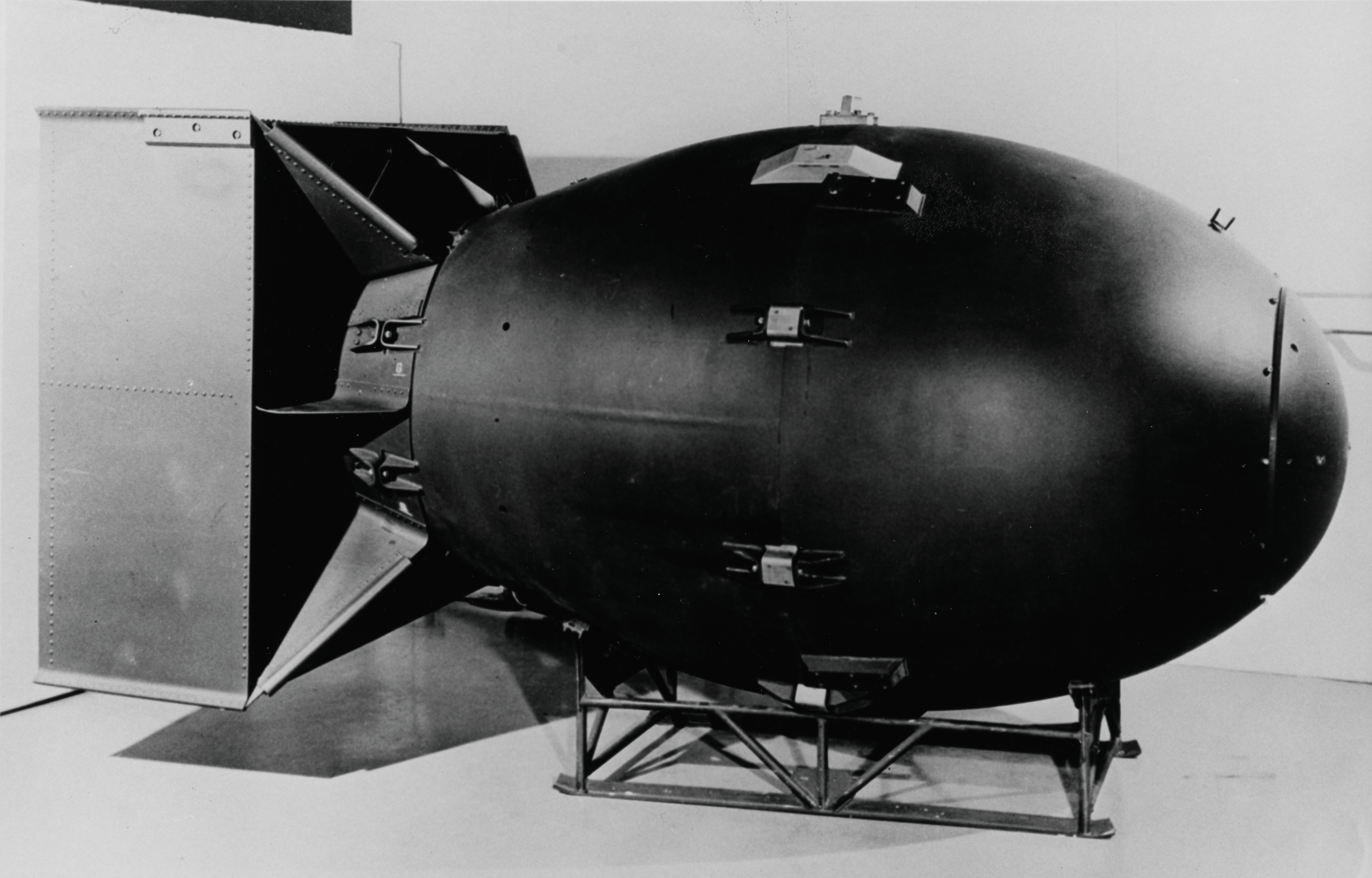
Atomová bomba "Fat Man"

Vzájemně zaručené zničení (anglicky mutually assured destruction, ve zkratce MAD) je doktrína vojenské strategie, podle které by použití jaderných zbraní proti zemi rovněž vyzbrojené jadernými zbraněmi vedlo ke zničení jak útočící, tak bránící se strany. Je založena na teorii odstrašování (deterrence), podle které je vlastnictví silných zbraní zásadní podmínkou pro vyhrožování nepříteli za účelem zabránit mu v použití stejných zbraní. Tato strategie je v podstatě formou Nashovy rovnováhy, která zabrání nejhoršímu možnému výsledku – v tomto případě jaderné anihilaci.
MAD sloužila, alespoň částečně, jako základ strategické doktríny, když panoval názor, že jaderné válce mezi Spojenými státy a Sovětským svazem lze nejlépe zabránit, když žádná strana nemůže očekávat, že by přežila (jako funkční stát) jaderný konflikt. Protože věrohodnost hrozby je kritickým prvkem takové záruky, obě strany musely investovat značný kapitál do svého jaderného arzenálu, i když neočekávaly, že bude užit. Ten musel být vystavěn tak, aby přečkal případný první úder a byl schopen odvetného druhého úderu. Během studené války to vedlo postupně k opevnění jaderných sil (hardening) a k vývoji různých metod jejich vyslání (metody jako jaderné ponorky, strategické bombardéry, pohyblivé odpalovací základny, atp.). Rozpoznání těchto trendů na obou stranách posléze vedlo k smlouvě ABM.

## Teorie
Tato doktrína předpokládá, že každá strana má dost jaderných zbraní ke zničení druhé strany, a že i po případném prvním úderu je napadená strana schopná odvety, která je pro útočníka nepřijatelná. Výsledek této doktríny, přijaté oběma stranami, je nervózní, ale stabilní mír.
Během studené války (1950 až 1990) doktrína MAD pomohla zabránit přímému konfliktu mezi Spojenými státy a Sovětským svazem. Nepřátelské strany vedly po celém světě ve třetích zemích zastupitelské války a mezi sebou vedly závody ve zbrojení. Přestože studená válka skončila v raných 90. letech, doktrína Vzájemné destrukce zůstává v platnosti, i když téměř zmizela z veřejné diskuze. Základním předpokladem této doktríny je, že obě strany jsou schopny oplatit útok v dostatečné míře i po jaderném útoku.

## Historie

### Před rokem 1945
Jedna z nejranějších zmínek tohoto pojmu pochází od anglického spisovatele Wilkieho Collinse, který v době prusko-francouzské války (1870) napsal: „Začínám věřit, že je jen jeden civilizační proces – že jednou bude vyvinut prostředek tak účinný, že válka bude znamenat zničení a  strach  přinutí lidstvo k tomu, aby zachovalo mír."
Ozvěnu tohoto postřehu lze nalézt v Čapkově knize Krakatit a po první světové válce v díle hraběnky Kinské. Již během první světové války se v souvislosti s rozvojem letectva objevily názory, že užití ve vojenství zabrání příštím válkám odstrašovacím dopadem strategického bombardování. Hnutí "Zakažte bombardéry", které předjímalo pozdější Zakažte (atomovou) bombu, přišlo s návrhem, který podpořil i Winston Churchill – předat všechny bombardéry mezinárodní organizaci, která by zaručila mír (popsáno ve zprávě Getting Mad, strany 20-23).
V roce 1940 memorandum Frische-Peierlse předvídalo, že odstrašení bude hlavní vojenské užití jaderných zbraní.